# The Space Between (filme de 2011)
The Space Between é um filme escrito e dirigido por Travis Fine, que estreou no Tribeca Film Festival em 2010. O filme é um relato fictício de uma aeromoça (Melissa Leo) que encontra-se responsável por um menor não acompanhado, na manhã dos ataques de 11 de setembro. O longa ganhou três prêmios de cinema. Teve sua estréia norte-americana nos cinemas em 11 de setembro, 2011, o décimo aniversário do ataque a Torre Gêmeas.

## Elenco
- Melissa Leo como Montine McLeod
- Anthony Keyvan como Omar Hassan
- Brad William Henke como Will
- AnnaSophia Robb como Samantha "Sam" Jean McLeod
- Phillip Rhys como Maliq
- Hunter Parrish como McDonough
- Kelli Williams como Junkie
- Don Franklin como Paul Ehrlich
- Brett Cullen como Used Car Salesman
- Sayed Badreya como Imam